# Pachygone vitiensis
Pachygone vitiensis är en tvåhjärtbladig växtart som beskrevs av Friedrich Ludwig Diels. Pachygone vitiensis ingår i släktet Pachygone och familjen Menispermaceae. Inga underarter finns listade i Catalogue of Life.